# Голосовий модем
Голосови́й моде́м — це модем з можливістю голосового контакту між абонентами. Сучасні модеми здатні одночасно передавати голос і дані від чого цю групу назвали SVD (Simultaneous Voice and Data).
Окрім прямих голосових розмов, за допомогою голосових модемів впроваджуються системи визначення номера АВН, автовіповідач, системи автоматичного розсилання голосових повідомлень тощо.

## Технології передавання голосу і даних

### ASVD
Аналоговий спосіб. Звукова інформація впроваджується в потік даних в аналоговому вигляді на етапі модуляції. 

### DSVD
Цифровий спосіб. Звук прозоро впроваджується в цифровий потік. 